# 帕尔杜河畔圣若泽
帕尔杜河畔圣若泽是巴西圣保罗州的一个市镇。总面积419.017平方公里，总人口53281人，人口密度127.2人/平方公里。